# Loranthoideae
Loranthoideae, potporodica cvjetnica, dio porodice Loranthaceae.

## Tribusi i rodovi
1. Subfamilia Loranthoideae Eaton
  1. Tribus Gaiadendreae Tiegh.
    1. Atkinsonia F. Muell. (1 sp.)
    2. Gaiadendron G. Don (3 spp.)

  2. Tribus Elytrantheae Danser
    1. Peraxilla Tiegh. (2 spp.)
    2. Alepis Tiegh. (1 sp.)
    3. Lepeostegeres Blume (10 spp.)
    4. Lysiana Tiegh. (8 spp.)
    5. Loxanthera (Blume) Blume (1 sp.)
    6. Elytranthe (Blume) Blume (8 spp.)
    7. Trilepidea Tiegh. (1 sp.)
    8. Amylotheca Tiegh. (5 spp.)
    9. Cyne Danser (7 spp.)
    10. Decaisnina Tiegh. (28 spp.)
    11. Macrosolen Blume (37 spp.)
    12. Septemeranthus L.J.Singh (1 sp.)
    13. Lepidaria Tiegh. (9 spp.)
    14. Lampas Danser (1 sp.)
    15. Thaumasianthes Danser (1 sp.)

  3. Tribus Psittacantheae Horan.
    1. Subtribus Tupeinae Nickrent & Vidal-Russ.
      1. Tupeia Cham. & Schltdl. (1 sp.)

    2. Subtribus Notantherinae Nickrent & Vidal-Russ.
      1. Notanthera (DC.) G. Don (1 sp.)
      2. Desmaria Tiegh. (1 sp.)

    3. Subtribus Ligarinae Nickrent & Vidal-Russ.
      1. Ligaria Tiegh. (2 spp.)
      2. Tristerix Mart. (13 spp.)

    4. Subtribus Psittacanthinae Engl.
      1. Tripodanthus (Eichler) Tiegh. (3 spp.)
      2. Psittacanthus Mart. (133 spp.)
      3. Aetanthus (Eichler) Engl. (18 spp.)
      4. Passovia Karst. ex Klotzsch (25 spp.)
      5. Oryctanthus (Griseb.) Eichler (17 spp.)
      6. Maracanthus Kuijt (3 spp.)
      7. Dendropemon (Blume) Rchb. (33 spp.)
      8. Cladocolea Tiegh. (28 spp.)
      9. Struthanthus Mart. (102 spp.)
      10. Pusillanthus Kuijt (2 spp.)
      11. Panamanthus Kuijt (1 sp.)
      12. Peristethium Tiegh. (17 spp.)
      13. Phthirusa Mart. (24 spp.)
      14. Oryctina Tiegh. (7 spp.)

  4. Tribus Lorantheae Rchb.
    1. Subtribus Ileostylinae Nickrent & Vidal-Russ.
      1. Ileostylus Tiegh. (1 sp.)
      2. Muellerina Tiegh. (5 spp.)

    2. Subtribus Loranthinae Engl.
      1. Cecarria Barlow (1 sp.)
      2. Loranthus L. (2 spp.)
      3. Hyphear Danser (4 spp.)

    3. Subtribus Amyeminae Nickrent & Vidal-Russ.
      1. Baratranthus (Korth.) Miq. (4 spp.)
      2. Sogerianthe Danser (5 spp.)
      3. Benthamina Tiegh. (1 sp.)
      4. Amyema Tiegh. (95 spp.)
      5. Dactyliophora Tiegh. (2 spp.)
      6. Diplatia Tiegh. (3 spp.)
      7. Distrianthes Danser (2 spp.)
      8. Helicanthes Danser (1 sp.)
      9. Papuanthes Danser (1 sp.)

    4. Subtribus Scurrulinae Nickrent & Vidal-Russ.
      1. Scurrula L. (27 spp.)
      2. Taxillus Tiegh. (35 spp.)

    5. Subtribus Dendrophthoinae Nickrent & Vidal-Russ.
      1. Helixanthera Lour. (40 spp.)
      2. Dendrophthoe Mart. (33 spp.)
      3. Tolypanthus (Blume) Blume (7 spp.)
      4. Trithecanthera Tiegh. (5 spp.)

    6. Subtribus neopoisan
      1. Vanwykia Wiens (2 spp.)
      2. Socratina Balle (3 spp.)
      3. Plicosepalus Tiegh. (13 spp.)
      4. Bakerella Tiegh. (16 spp.)

    7. Subtribus Emelianthinae Nickrent & Vidal-Russ.
      1. Phragmanthera Tiegh. (35 spp.)
      2. Moquiniella Balle (1 sp.)
      3. Oliverella Tiegh. (3 spp.)
      4. Erianthemum Tiegh. (16 spp.)
      5. Globimetula Tiegh. (13 spp.)
      6. Emelianthe Danser (1 sp.)
      7. Pedistylis Wiens (1 sp.)
      8. Spragueanella Balle (2 spp.)

    8. Subtribus Tapinanthinae Nickrent & Vidal-Russ.
      1. Oedina Tiegh. (4 spp.)
      2. Berhautia Balle (1 sp.)
      3. Tapinanthus Blume (30 spp.)
      4. Englerina Tiegh. (26 spp.)
      5. Actinanthella Balle (2 spp.)
      6. Agelanthus Tiegh. (56 spp.)
      7. Oncocalyx Tiegh. (11 spp.)
      8. Oncella Tiegh. (4 spp.)
      9. Loranthella S.Blanco & C.E.Wetzel (5 spp.)
      10. Septulina Tiegh. (2 spp.)